# Colyn de Coter
Colyn de Coter lub Colijn de Coter (ur. ok. 1450–1455 w Brukseli lub 1480, zm. ok. 1539–1540 w Brukseli lub 1525) – niderlandzki malarz renesansowy działający w Brukseli i Antwerpii; znany również jako Mistrz z Orsoy (od wykonanych skrzydeł ołtarzowych w kościele parafialnym w Orsoy, dzielnicy miasta Rheinberg).

## Twórczość artystyczna
Najstarszy dokument odnotowujący nazwisko malarza pochodzi z 1479 roku; są to księgi rachunkowe bractwa św. Alojzego z Brukseli. Zachowały się również dwa kontrakty na wykonanie niezachowanych prac artysty: pierwszy datowany jest na rok 1493 i zawarty został pomiędzy Coterem a gildią św. Łukasza (w dokumencie artysta występuje jako mistrz Colyn van Brusele). Gildia zlecała wykonanie dekoracji sklepienia w kaplicy gildii, w Katedrze Najświętszej Marii Panny, namalowanie postaci aniołów. Drugim zachowanym dokumentem jest umowa w formie rachunku sporządzona pomiędzy malarzem a bractwem św. Eligiusa z Brukseli. Według niej Coter, w latach 1509–1510, podjął się ozdobienia drzwi tabernakulum. Prace zostały zakończone w 1511 roku.

## Charakterystyka prac

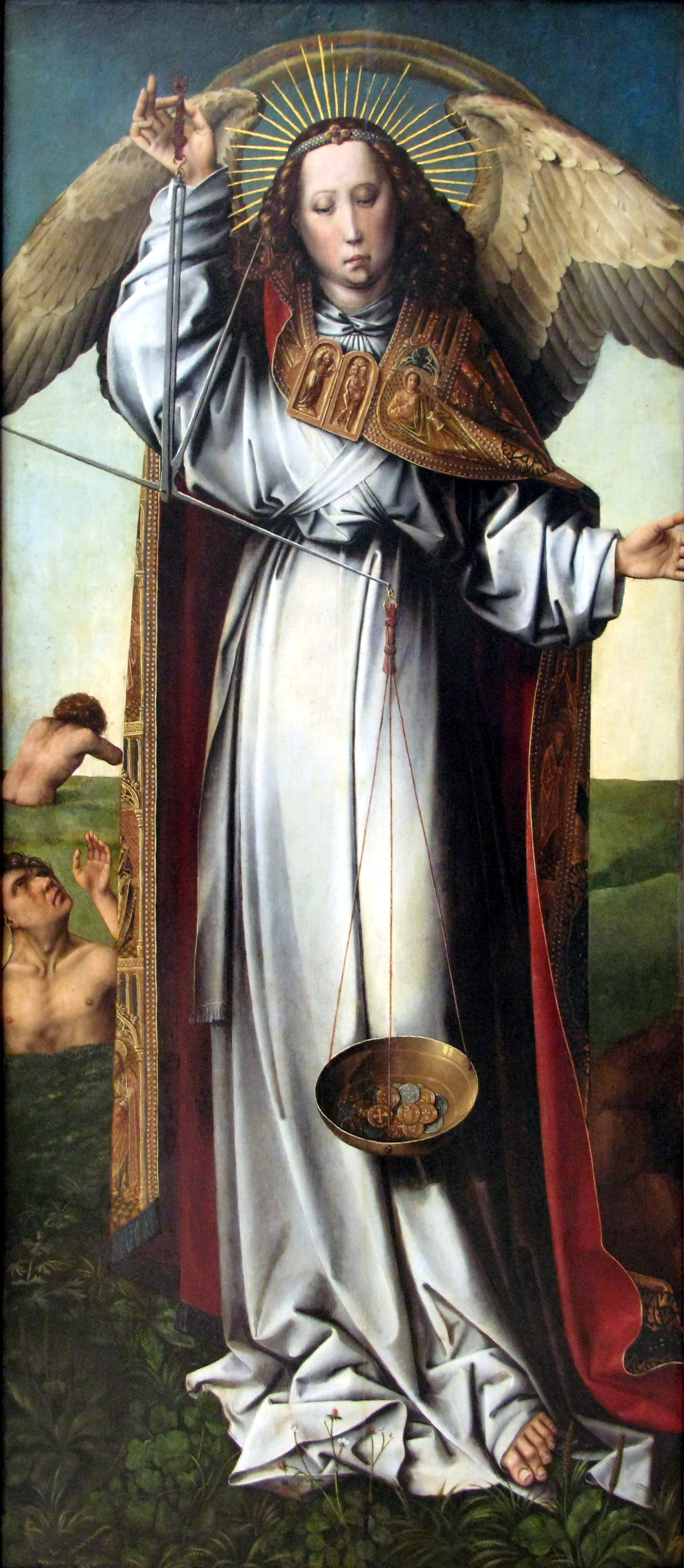
Archanioł Michał, obraz ołtarzowy z kościoła św. Albana w Kolonii

Jego styl nawiązywał do warsztatu Mistrza z Flemalle i Rogiera van der Weydena, a późniejsze dzieła do współczesnych mu mistrzów. Prace de Cotera klasyfikuje się w pięciu grupach. Najwcześniejsze powiązane są z sygnowanym obrazem pt. Święty Łukasz malujący Marię Pannę. Nawiązują one do wczesnych prac mistrzów niderlandzkich. W tej grupie znajdują się ponadto: Legenda św. Rombolda, Mąż boleściwy, skrzydła rzeźbionego Ołtarza Pasji z katedry w Strängnäs, Chrystus Wstawiający i Madonna Wstawiająca, Madonna ze św. Janem Ewangelistą i św. Barbarą, Maria Magdalena Strapionych i Święty Jan Ewangelista płaczący.

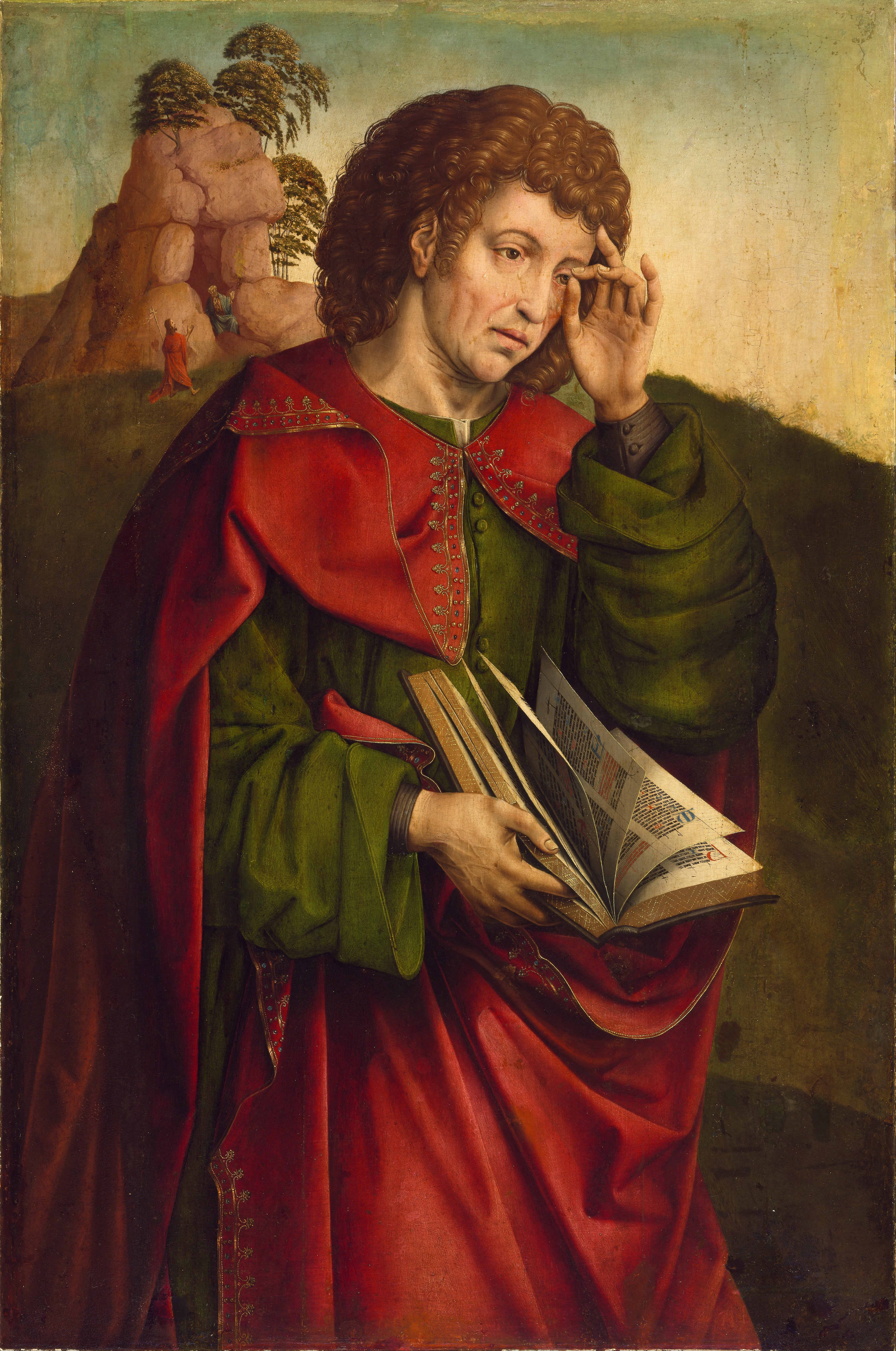
Św. Jan Ewangelista płaczący (Muzeum Sztuk Pięknych w Budapeszcie)

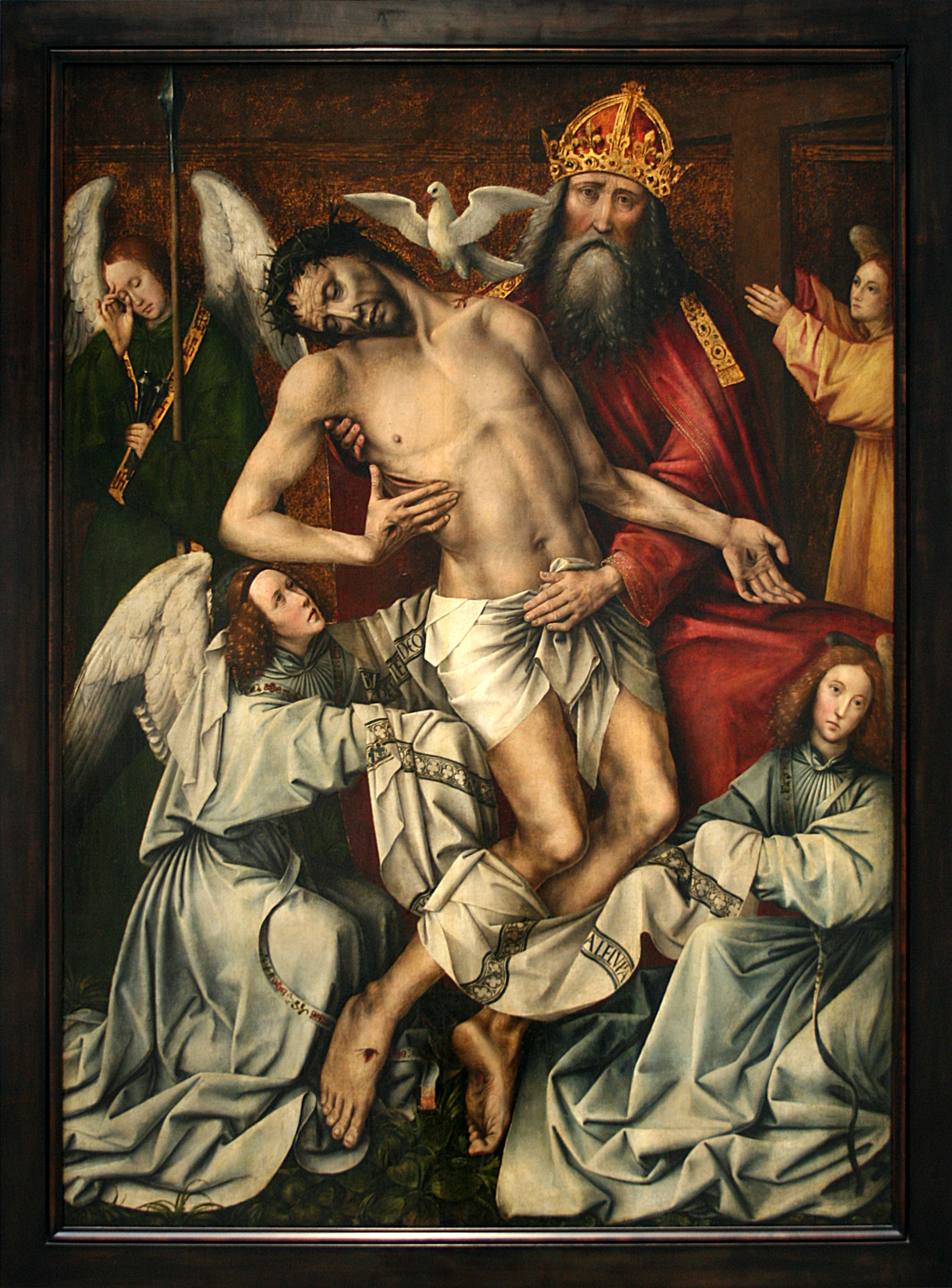
Trójca Święta (Muzeum Luwru)

Druga grupa prac charakteryzuje się wyrazistą formą inspirowaną pracami Campina. Należą do niej sygnowany Ołtarz Trójcy, chicagowska Madonna koronowana przez aniołów, Pokłon Trzech Króli i Ołtarz św. Albana. W kolejnych latach de Coter tworzył prace o bardziej osobistym i wyrazistym charakterze. Przykładem tego są skrzydła rzeźbionego ołtarza z kościoła św. Mikołaja z Miry w Rheinberg, przedstawiające sceny ze Zdjęcia z krzyża i Ecce Homo. Sygnowane dzieło Madonna koronowana przez anioły z prywatnej kolekcji z Düsseldorfu otwiera kolejną grupę prac powstałych pod wpływem współczesnych malarzowi artystów. Do tej grupy zalicza się tzw. Tryptyk Bernatsky’ego i liczne wersje Zdjęcia z krzyża z Brukseli, Düsseldorfu i Stuttgartu. Ostatnią grupę stanowią dwie prace powstałe pod wpływem van der Weydena: Pietà i Opłakiwanie.
Indywidualny styl de Cotera związany jest z odkrywaniem obrazowych efektów powiązanych z monumentalnie zatłoczonymi kompozycjami, stwarzającymi wrażenie horror vacui oraz z efektami trójwymiarowymi tworzonymi za pomocą światłocienia. Artysta stosował również iluminacyjne efekty dekoracyjne, używając np. brokatu czy odpowiednie rozdzielenie bloków kolorystycznych; dla nadania większej ekspresyjności jego postacie są skręcone, a ich twarze, na wzór brukselskich mistrzów iluminacyjnych, przepełnione są graficznymi detalami.
Twórczość Colyna de Cotera wywarła wpływ na malarstwo brukselskie w latach 1480–1515 oraz na twórczość artystów z Antwerpii i Mechelen. Nie kształtował on jednolitego stylu, wykorzystywał różnorodne kompozycje i sylwetki. Jego prace, związane stylowo z pracami wcześniejszych mistrzów niderlandzkich, a dodatkowo wzbogacone o własne innowacyjne podejście i techniki, zapewniły mu dużą popularność, a co za tym idzie, masową ich produkcję. W jego pracowni powstały panele przeznaczone dla katedry w Mechelen, skrzydła do pierwszego ołtarza w Strängnäs czy ołtarza św. Mikołaja. Coter tworzył również kartony dla brukselskiej pracowni gobelinów.